# Биоградско језеро
Биоградско језеро је ледничко језеро, највеће планинско језеро у Црној Гори. Лежи на западној падини планине Бјеласице, на висини од 1094 м, у централном делу Националног парка Биоградска Гора. Налази се 16 км североисточно од Колашина, од магистралног пута Колашин—Мојковац а удаљено је 4 км. Са шумовитом околином чини најлепши део парка.
Величина језера као и његова дубина зависи од водостаја. У време највећег водостаја дуго је 875 м, широко 410 м, максимална дубина износи 12,1 м, а површина 270.000 м². Просечна површина је око 230.000 м², а запремина око 1.052.763 м³. У доба суше ниво се спушта и до 6 м.

## Настанак језера
Биоградско језеро је језеро ледничког порекла и припада групи акумулационих језера. Из циркова са највиших делова планине Бјеласице спуштао се ледник кроз долину Биоградске реке, а моренски материјал је ношен до 1.000 метара надморске висине. Овим материјалом је преграђен валов, те је настало језеро. Јерезо пуни водом Биоградска ријека (дуга 8 km) и поток Бендовац, а отока језера је Језерштица, десна притока Таре. Усецање отоке и појава понора на дну језера угрожавају његов опстанак. За време хладних зима вода језера је залеђена током 30 — 60 дана.

## Туризам
Поред језера су подигнути туристички објекти и мрестилиште, а крај је познат по погодним условима за одмор и рекреацију.